# PWS-1
 (пољ. PWS-1) је пољски ловачки авион који је производила фирма Подласка витворнија самолотов (пољ. Podlaska Wytwórnia Samolotów - PWS). Први лет авиона је извршен 1927. године. 

Размах крила је био 13,70 метара а дужина 8,70 метара. Маса празног авиона је износила 1375 килограма а нормална полетна маса 1950 килограма.

## Наоружање
| Наоружање авиона: PWS-1        |          |
| Ватрено (стрељачко) наоружање  |          |
| Топ                            |          |
| Митраљез                       |          |
| Број и ознака митраљеза        | 4 Викерс |
| Калибар                        | 7,7      |
| Бомбардерско наоружање (бомбе) |          |
| Ракетно наоружање (ракете)     |          |